# Andrew Kreisberg

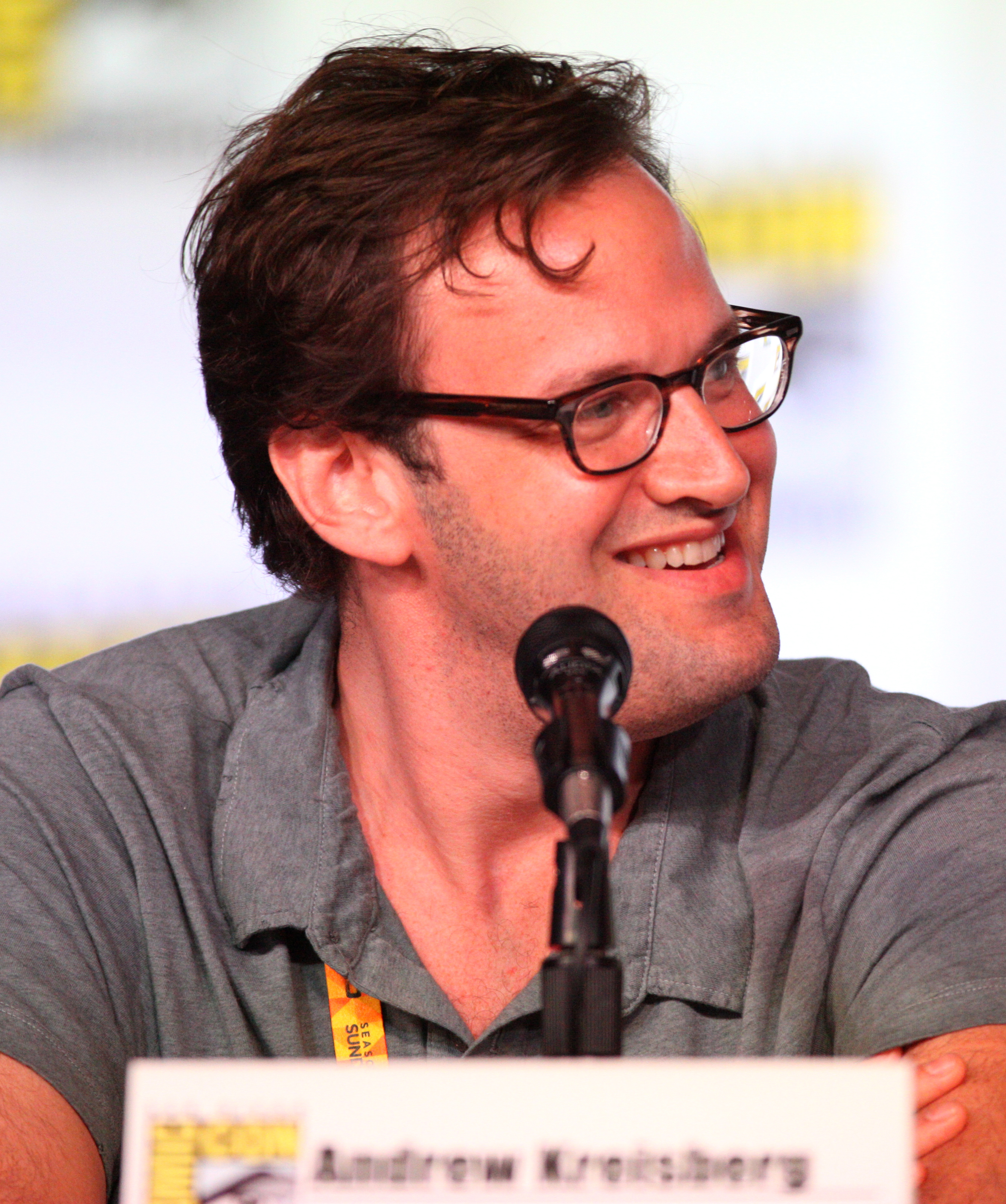

Andrew Kreisberg (23 april 1971) is een Amerikaans scenarioschrijver. Zijn eerste werk was voor de kortdurende televisieserie Mission Hill. Nadat deze gestopt was, werkte hij voor series als Justice League, The Simpsons en Hope & Faith. Van 2005 tot en met 2007 was hij betrokken bij het schrijven van acht afleveringen van Boston Legal.

## Inhoudsopgave

### The Simpsons
- "Tales from the Public Domain"
- "Barting Over"

### Mission Hill
- "Andy Joins the PTA"